# Ramkhamhaeng

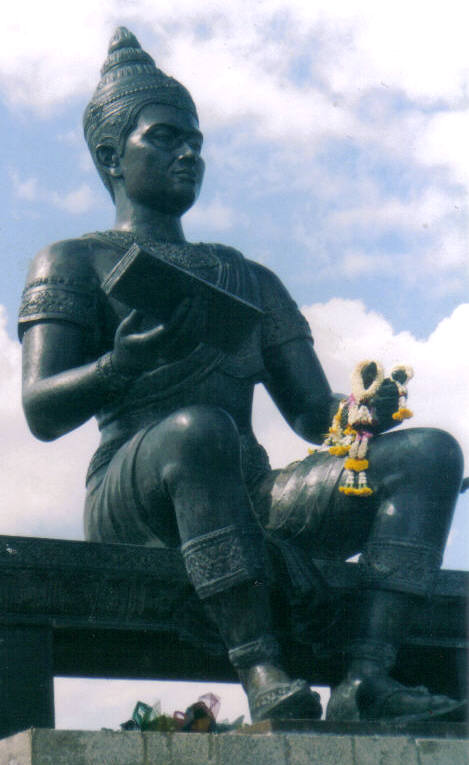
Standbeeld van koning Ramkhamhaeng de Grote

Koning Ramkhamhaeng de Grote (circa 1239 - 1317) - พ่อขุนรามคำแหงมหาราช in Thai - was de derde koning van de Phra Ruang-dynastie en regeerde het koninkrijk Sukhothai (een voorloper van het moderne Thailand) van 1277 tot1317.

## Leven en daden
Als 19-jarige deed hij mee met zijn vaders invasie van de stad Sukhothai, wat hem de titel "Phra Ramkhamhaeng" (Rama de Moedige) gaf. Na zijn vaders dood regeerde zijn oudere broer Ban Muang, die prins Ramkhamhaeng het bestuur over de stad Sri Satchanalai gaf. Toen zijn broer overleed had Ramkhamhaeng derhalve een gevestigde reputatie voor leiderschap.
Ramkhamhaeng vormde een bondgenootschap met de Yuan-dynastie van China, waarvandaan hij de technieken importeerde om keramiek te maken die nu bekendstaan als Sangkhalok. Een verhaal beschrijft hoe hij de vrouw verleidt van koning Ngam Muang van Phayao; een gebeurtenis die hem geholpen kan hebben om een driezijdige alliantie te vormen met Ngam Muang en koning Mengrai van Lanna, die beide een koninkrijk ten noorden van Sukhothai bezaten.
Ramkhamhaeng breidde zijn rijk uit tot de gebieden rond de toen al bestaande steden Lampang, Phrae en Nan in het noorden, Phitsanulok en Vientiane in het oosten, het gebied van de hedendaagse Mon-staat in Myanmar in het westen tot aan de Golf van Bengalen in het noordwesten en de stad Nakhon Si Thammarat in het zuiden.
Hij wordt hoog gewaardeerd als de koning die een stijl van welwillende monarchie introduceerde die in Thailand nog steeds bestaat.

## Grondlegger van het Thaise alfabet
Rankhamhaeng wordt traditioneel gezien als de ontwikkelaar van het Thais alfabet (Lai Sue Thai) vanuit eerdere Khmer, Mon en Birmese schriften, op basis van een inscriptie (de Ramkhamhaeng stèle, nu in het Nationaal Museum in Bangkok), die gedateerd is op 1283 of 1292. De inscriptie werd in 2003 opgenomen in de Werelderfgoedlijst voor documenten van de Unesco.